# 후시미 천황
후시미 천황(일본어: 伏見天皇, 1265년 5월 10일 ~ 1317년 10월 8일)은 제92대 일본 천황이다. 1287년에서 1298년까지 재위했다. 휘(諱)는 히로히토(熈仁)로, 쇼와 천황의 이름과 같지만 한자는 다르다. 고후카쿠사 천황의 차남으로 지묘인 황통에 속한다. '후시미'라는 시호는 퇴위 후 머무른 후시미 별궁의 이름을 본딴 것이다.

## 생애
히로히토 친왕은 숙부이자 다이가쿠지 황통인 고우다 천황의 황태자가 되었다. 여기에는 아버지이자 지묘인 황통의 고후카쿠사 천황의 정치적 영향력이 작용했다. 1278년 10월, 고우다 천황이 양위하자 히로히토 친왕은 천황으로 즉위했다. 2년 뒤 상황인 후시미 천황이 인세이를 그만두면서 후시미 천황은 친정을 시작했다. 1289년 후시미 천황은 자신의 아들(훗날의 고후시미 천황)을 황태자로 책봉했고, 이로 인해 다이가쿠지 황통과 갈등을 겪었다. 1290년에는 아사와라 다메요리의 일족이 후시미 천황의 암살을 시도했으나 실패로 돌아갔다. 1298년 후시미 천황은 아들 고후시미 천황에게 양위한 뒤 인세이에 나섰지만 고후시미 천황은 3년 만에 다이가쿠지 황통의 고니조 천황에게 양위했다. 1308년 후시미 천황은 막부와의 교섭 끝에 자신의 넷째 아들을 하나조노 천황으로 즉위시키고 다시 인세이를 했다.

## 가계도
중궁 사이온지 쇼시 (에이후쿠몬인/요후쿠몬인)은 쿄고쿠파를 대표하는 대가인이고, 텐지 키타바타케 치카코는 칙찬집에 53수가 입집한 유력 가인이다.
- 중궁 : 후지와라노 (사이온지) 쇼시 (에이후쿠몬인/요후쿠몬인, 1271년 - 1342년) - 사이온지 사네카네의 딸
  - 양자 : 타네히토 친왕 (고후시미 천황)
- 뇨인(女院) : 후지와라노 (토인) 키시/스에코 (켄신몬인, 1265년 - 1336년) - 토인 사네오의 딸
  - 1황녀 : 쥬시 내친왕 (사쿠헤이몬인, 1287년 - 1310년)
  - 3황자 : 칸쇼 법친왕 (1289년 - 1346년) - 닌나지 고시츠
  - 3황녀 : 엔시 내친왕 (엔메이몬인, 1291년 - ? )
  - 4황자 : 토미히토 친왕 (하나조노 천황, 1297년 - 1348년)
- 텐지 (준삼후) :  후지와라노 (이츠츠지) 케이시/츠네코 (나카조노 준후) - 이츠츠지 츠네우지의 딸
  - 1황자 : 타네히토 친왕 (고후시미 천황, 1288년 - 1336년)
- 텐지 (종3위) : 곤다이나곤노츠보네 미나모토노 (키타바타케) 신시/치카코 - 미나모토노 (나카노인) 토모우지의 딸, 키타바타케 모로치카의 양녀
  - 6황자 : 손고 입도친왕 (1299년 - 1359년)
- 궁인 (종3위) : 토인 (후지와라) 에이코 - 토인 킨무네의 딸
  - 2황녀 : 요시코 내친왕 (쇼기몬인, ? - 1336년)
- 궁인 (종3위) : 오기마치 (후지와라) 모리코/스시 (히가시노온카타) - 오기마치 사네아키라의 딸
  - 황자 : 칸인 법친왕
  - 황자 : 도키 법친왕
- 나이시노죠 : 미요시 히라코 (하리마노나이시) - 미요시 토시히라의 딸
  - 5황자 : 손엔 법친왕 (1298년 - 1356년)
- 후지와라노 (타카쿠라) 시게미치의 딸
  - 7황자 : 손키 법친왕
- 궁인 : 카스가노츠보네 - 승려 임쾌의 딸
  - 2황자 : 에조 법친왕 (1289년 - 1328년)
- 궁인 : 니시노온카타 - 승려 심원의 딸
  - 8황자 : 세이진 법친왕

## 같이 보기
- 일본 천황